# Sinea confusa
Sinea confusa är en insektsart som beskrevs av Andrew Nelson Caudell 1901. Sinea confusa ingår i släktet Sinea och familjen rovskinnbaggar. Inga underarter finns listade i Catalogue of Life.